# Dancing Stars
„Денсинг старс“ (на английски: Dancing Stars) e танцувално шоу, в което звезди и професионалисти разкриват заедно красотата и емоцията на танца. Българската версия е по лиценз на британското шоу Dancing with the Stars на BBC Studios.

## Формат
Предаването започва през есента на 2008 година като първите два сезона се излъчват по bTV, а след няколкогодишна пауза предаването се завърща в ефир с трети и четвърти сезон по конкурентната NOVA. Шоуто е отново подновено в ефир след дълга пауза с пети сезон през 2024 г. по bTV.
В „Dancing Stars“ популярни личности от различни области се състезават в необичайно за тях амплоа – като танцуват заедно с професионалисти. Всяка седмица двойките получават различни задачи, а изпълненията им се оценяват от жури и от публиката – чрез гласуване с SMS-и. Наградата за победителите в сезона е символична – титлата „Крал и Кралица на бала“.

## Сезони

### Основни характеристики
| Сезон | Сезон | ТВ канал | ТВ сезон      | Епизоди | Старт        | Финал       | Излъчване                                                    | Победител      | Продуцент               |
| ----- | ----- | -------- | ------------- | ------- | ------------ | ----------- | ------------------------------------------------------------ | -------------- | ----------------------- |
|       | 1     | bTV      | 2008 (есен)   | 52      | 22 септември | 15 декември | понеделник, 20:00 – 22:00 вторник – четвъртък, 21:00 – 22:00 | Орлин Павлов   | OldSchool Productions   |
|       | 2     | bTV      | 2009 (есен)   | 26      | 27 септември | 14 декември | събота и неделя, 20:00 – 22:00                               | Бианка Панова  | Seven-Eight Productions |
|       | 3     | NOVA     | 2013 (пролет) | 26      | 11 март      | 7 юни       | понеделник и петък, 20:00 – 22:00                            | Ангел Ковачев  | OldSchool Productions   |
|       | 4     | NOVA     | 2014 (пролет) | 26      | 11 март      | 5 юни       | вторник и четвъртък, 20:00 – 23:00                           | Албена Денкова | OldSchool Productions   |
|       | 5     | bTV      | 2024 (пролет) | 26      | 20 февруари  | 14 май      | вторник, 20:00 – 23/00:00 петък, 22:30 – 23:00               | Неделя Щонова  | FX Camera               |

### Водещи и жури
| Водещи | Водещи            | Водещи          | Водещи             | Жури (както седят)            | Жури (както седят) | Жури (както седят) | Жури (както седят) |
| ------ | ----------------- | --------------- | ------------------ | ----------------------------- | ------------------ | ------------------ | ------------------ |
| 1      | Радост Драганова  | Тодор Колев     |                    | Галена Великова               | Владимир Божилов   | Нешка Робева       |                    |
| 2      | Елена Петрова     | Димитър Павлов  | Памбос Агапиу      | Мария Гигова                  | Илиана Раева       | Вера Маринова      |                    |
| 3      | Алекс Сърчаджиева | Красимир Ранков | Никол Станкулова   | Галена Великова               | Илиана Раева       | Калин Сърменов     | Алфредо Торес      |
| 4      | Алекс Сърчаджиева | Калин Сърменов  | Маги Желязкова     | Христо Мутафчиев              | Илиана Раева       | Галена Великова    | Алфредо Торес      |
| 5      | Алекс Раева       | Краси Радков    | Станислава Ганчева | Франциска Йорданова – Папкала | Томаш Папкала      | Галена Великова    | Илиана Раева       |

## Първи сезон
Първият сезон на танцувалното реалити у нас се излъчва през есента на 2008 година. В понеделник по bTV е концертът на живо и изпълненията на участниците, а в четвъртък е шоуто с резултатите. Във вторник и сряда се излъчват специални реалити епизоди с реакции и случки зад кулисите.
Водещи са Радост Драганова и Тодор Колев. Журито е в състав Галена Великова, Нешка Робева и Владимир Божилов.
Предаването събира средно около 40% дял и бие по гледаемост излъчващото се по Нова телевизия реалити – Big Brother 4.

### Участници
- Финално класиране:
- 1. Орлин Павлов (поп певец, актьор) (победител)
- 2. Виолета Марковска (актриса)
- 3. Антоанета Добрева – Нети (поп певица, актриса)
- 4. Илиана Раева (бивша състезателка по художествена гимнастика)
- 5. Елена Йончева (журналист)
- 6. Аня Пенчева (актриса)
- 7. Георги Мамалев (актьор)
- 8. Божидар Искренов (футболист)
- 9. Алисия (попфолк певица)
- 10. Андрей Баташов (актьор)
- 11. Галена (попфолк певица)
- 12. Ники Кънчев (тв водещ)
- 13. Костадин Георгиев – Калки (поп певец, актьор)
- 14. Георги Костадинов (победител в Survivor 2)

## Втори сезон
Вторият сезон на предаването стартира през есента на 2009 година и е с променена схема на сезона, нов продуцент, както и изцяло обновен състав на журито и водещите. Епизодите вече са всяка събота и неделя от 20:00 до 22:00 часа – като изпълненията са в неделя, а резултатите от гласуването стават ясни следващата събота.
Водещи в този сезон са актрисата Елена Петрова и журналистът Димитър Павлов. Журито е в състав Илиана Раева, Мария Гигова и Памбос Агапиу, но впоследствие към тях се присъединява и Вера Маринова. Музиката на живо в студиото се изпълнява от група „Акага“.
Предаването бие по рейтинг излъчващото се по конкурентната Нова телевизия и със сходен формат VIP Dance.

### Участници
- Финално класиране:
- 1. Бианка Панова (бивша състезателка по художествена гимнастика) (победител)
- 2. Краси Радков (актьор)
- 3. Годжи (музикант)
- 4. Етиен Леви (музикален педагог и преподавател, поп певец)
- 5. Мадлен Алгафари (психотерапевт, писател)
- 6. Аксиния (поп певица)
- 7. Станислава Ганчева (тв водеща, съпруга на Краси Радков)
- 8. Владимир Ампов-Графа (поп певец)
- 9. Венета Харизанова (модел, тв водеща)
- 10. Тодор Кирков (тв водещ)
- 11. Крум Савов (тв водещ)
- 12. Кристина Димитрова (поп певица)
- 13. Миодраг Иванов (шоумен)

## Трети сезон
Третият сезон стартира на 11 март 2013 година, но вече в ефира на конкурентната NOVA. Излъчва се всеки понеделник и петък от 20:00 до 22:00 часа. Изпълнителен продуцент на сезона е екипът, който продуцира първият сезон – OldSchool Productions на Нико Тупарев. Логото вече е сменено и е подобно на това на американската версия на шоуто. Журито е в състав Илиана Раева, Галена Великова, Алфредо Торес и Калин Сърменов. Водещи са Александра Сърчаджиева и Красимир Ранков. За първи път има и трети водещ – Никол Станкулова.

### Участници
- Финално класиране:
- 1. Ангел Ковачев (хип-хоп и поп певец) (победител)
- 2. Стелла Ангелова (каскадьор, бивша състезателка по художествена гимнастика)
- 3. Елен Колева (актриса)
- 4. Део (певец и водещ)
- 5. Петко Димитров (бизнесмен)
- 6. Глория (попфолк певица)
- 7. Румен Луканов (тв водещ)
- 8. Люси Иларионов (режисьор, певец)
- 9. Латинка Петрова (актриса)
- 10. Ицо Хазарта (рап изпълнител)
- 11. Андреа (попфолк певица)
- 12. Детелин Далаклиев (боксьор)
- 13. Капка Георгиева (политик)
- 14. Наталия Кобилкина (сексолог)
- 15. Зейнеб Маджурова (ководещ)

## Четвърти сезон
Четвъртият сезон започва на 11 март 2014 година като епизодите вече са всеки вторник и четвъртък от 20:00 до 23:00 часа. Във вторник са изпълненията на звездите, а в четвъртък – вотът на зрителите и елиминациите. Журито е с почти запазен състав като единствено актьорът Христо Мутафчиев заема мястото на Калин Сърменов, който вече е част от екипа на водещите – заедно с Александра Сърчаджиева и Маги Желязкова.

### Участници
- Финално класиране:
- 1. Албена Денкова (състезателка по фигурно пързаляне) (победител)
- 2. Михаела Филева (поп певица)
- 3. Дарин Ангелов (актьор)
- 4. Нели Атанасова (тв водеща, бивша състезателка по художествена гимнастика)
- 5. Антон Касабов (актьор, майстор по бойни изкуства)
- 6. Елена Георгиева (декоратор, участник в Big Brother 2)
- 7. Нана Гладуиш (тв водеща)
- 8. Александра Жекова (състезателка по сноуборд)
- 9. Вензи (рап изпълнител)
- 10. Албена Михова (актриса)
- 11. Ути Бъчваров (тв водещ)
- 12. Мика Стоичкова (спортен журналист, моден дизайнер)
- 13. Мариан Кюрпанов (модел, актьор)
- 14. Милко Калайджиев (попфолк певец)
- 15. Енчо Данаилов (актьор, тв водещ)

## Пети сезон
Официално на 8 януари 2024 г., е обявено, че bTV Media Group е придобила отново правата за излъчване на шоуто Dancing Stars. Танцувалното шоу се завръща в ефира на bTV с пети сезон на 20 февруари 2024 г. В шоуто участват 16 знаменитости. На 24 януари 2024 г. обявяват и водещите – Алекс Раева и Краси Радков, а на 4 февруари журито – Илиана Раева, Галена Великова, Франциска Йорданова – Папкала и Томаш Папкала. Шоуто се излъчва във вторник и петък, като във вторник са изпълненията на живо и елиминациите, а в петък е „Dancing Stars: Extra“ с водеща Станислава Ганчева.

### Участници
| Финално класиране | Финално класиране   | Финално класиране        | Финално класиране                                      | Финално класиране | Финално класиране                            |
| №                 | Състезател          | Професия                 | Професионалист                                         | Победи            | Резултат                                     |
| ----------------- | ------------------- | ------------------------ | ------------------------------------------------------ | ----------------- | -------------------------------------------- |
| 1                 | Неделя Щонова       | тв водеща                | Атанас Месечков                                        | 1                 | Победители Финал на 14 май                   |
| 2                 | Дара                | поп певица               | Димитър Георгиев – Джими                               | 4                 | Второ място Финал на 14 май                  |
| 3                 | Натали Трифонова    | тв водеща                | Димитър Стефанин                                       | 3                 | Трето място Финал на 14 май                  |
| 4                 | Ивет Горанова       | състезателка по карате   | Тодор Атанасов                                         | 4                 | Четвърто място Финал на 14 май               |
| 5                 | Папи Ханс           | поп певец, писател       | Ани Дончева                                            | 4                 | Елиминирани 12-ти Полуфинал на 7 май         |
| 6                 | Валери Григоров     | каскадьор                | Дорина Стоянова – Ковачева                             | 2                 | Елиминирани 11-ти Полуфинал на 7 май         |
| 7                 | Виктор Стоянов      | фитнес инструктор        | Михаела Павлова                                        | 1                 | Елиминирани 10-ти Четвъртфинал на 30 април   |
| 8                 | Емрах Стораро       | попфолк певец            | Веселина Данева                                        | 0                 | Елиминирани 9-ти Двоен залог на 23 април     |
| 9                 | Мила Роберт         | поп певица, актриса      | Кристиан Йорданов                                      | 0                 | Елиминирани 8-ми Нов етап на 9 април         |
| 10                | Емануела            | попфолк певица           | Иван Карастоянов (1 – 3 еп.) Калоян Иванов (4 – 7 еп.) | 1                 | Елиминирани 7-ми Всичко коз на 2 април       |
| 11                | Даниел Пеев – Дънди | актьор                   | Елена Мерджанова                                       | 0                 | Елиминирани 6-ти Световни хитове на 26 март  |
| 12                | Филип Буков         | актьор                   | Ралица Мерджанова                                      | 0                 | Елиминирани 5-ти По света и у нас на 19 март |
| 13                | Свилен Ноев         | музикант                 | Йовита Георгиева                                       | 0                 | Елиминирани 4-ти Латино вечер на 12 март     |
| 14                | Нона Йотова         | актриса, певица, политик | Даниел Денев                                           | 0                 | Елиминирани 3-ти Кино вечер на 5 март        |
| 15                | Серафим Тодоров     | боксьор                  | Таня Балтова                                           | 0                 | Елиминирани 2-ри Втора вечер на 27 февруари  |
| 16                | Боряна Баташова     | актриса, певица          | Калоян Иванов                                          | 0                 | Елиминирани 1-ви Старт на 20 февруари        |

### Седмични резултати
Седмица 1: Старт (20 февруари)
| Ред | Двойка           | Стил         | Оценки на журито (Франциска, Томаш, Галена, Илиана) |
| --- | ---------------- | ------------ | --------------------------------------------------- |
| 1.  | Виктор и Михаела | Фокстрот     | (6, 6, 4, 6) – 22 точки                             |
| 2.  | Натали и Димитър | Фокстрот     | (5, 7, 5, 6) – 23 точки                             |
| 3.  | Боряна и Калоян  | Ча-ча-ча     | (2, 4, 2, 3) – 11 точки                             |
| 4.  | Неделя и Атанас  | Самба        | (7, 6, 7, 5) – 25 точки                             |
| 5.  | Дънди и Елена    | Самба        | (6, 6, 5, 5) – 22 точки                             |
| 6.  | Емрах и Веселина | Виенски валс | (5, 6, 5, 6) – 22 точки                             |
| 7.  | Емануела и Иван  | Ча-ча-ча     | (4, 6, 4, 6) – 20 точки                             |
| 8.  | Дара и Джими     | Самба        | (8, 7, 7, 7) – 29 точки                             |
| 9.  | Папи Ханс и Ани  | Виенски валс | (8, 8, 8, 8) – 32 точки                             |
| 10. | Нона и Даниел    | Самба        | (4, 5, 5, 6) – 20 точки                             |
| 11. | Мила и Кристиан  | Ча-ча-ча     | (7, 6, 7, 7) – 27 точки                             |
| 12. | Свилен и Йовита  | Ча-ча-ча     | (4, 5, 4, 4) – 17 точки                             |
| 13. | Ивет и Тодор     | Валс         | (5, 6, 5, 6) – 22 точки                             |
| 14. | Серафим и Таня   | Ча-ча-ча     | (5, 6, 5, 7) – 23 точки                             |
| 15. | Валери и Дорина  | Ча-ча-ча     | (5, 6, 5, 7) – 23 точки                             |
| 16. | Филип и Ралица   | Ча-ча-ча     | (6, 7, 6, 7) – 26 точки                             |

Седмица 2: Втора вечер (27 февруари)
| Ред | Двойка           | Стил     | Оценки на журито (Франциска, Томаш, Галена, Илиана) |
| --- | ---------------- | -------- | --------------------------------------------------- |
| 1.  | Папи Ханс и Ани  | Джайв    | (6, 6, 6, 6) – 24 точки                             |
| 2.  | Валери и Дорина  | Джайв    | (7, 6, 6, 5) – 24 точки                             |
| 3.  | Серафим и Таня   | Фокстрот | (2, 3, 3, 4) – 12 точки                             |
| 4.  | Дара и Джими     | Джайв    | (8, 7, 8, 7) – 30 точки                             |
| 5.  | Нона и Даниел    | Фокстрот | (6, 6, 5, 6) – 23 точки                             |
| 6.  | Дънди и Елена    | Фокстрот | (5, 6, 4, 5) – 20 точки                             |
| 7.  | Натали и Димитър | Джайв    | (7, 7, 6, 7) – 27 точки                             |
| 8.  | Емануела и Иван  | Фокстрот | (6, 6, 8, 7) – 27 точки                             |
| 9.  | Филип и Ралица   | Джайв    | (6, 6, 5, 5) – 22 точки                             |
| 10. | Ивет и Тодор     | Джайв    | (8, 8, 8, 8) – 32 точки                             |
| 11. | Неделя и Атанас  | Фокстрот | (6, 7, 6, 7) – 26 точки                             |
| 12. | Свилен и Йовита  | Фокстрот | (5, 6, 6, 6) – 23 точки                             |
| 13. | Мила и Кристиан  | Джайв    | (5, 6, 5, 6) – 22 точки                             |
| 14. | Емрах и Веселина | Фокстрот | (7, 7, 6, 7) – 27 точки                             |
| 15. | Виктор и Михаела | Джайв    | (5, 6, 4, 6) – 21 точки                             |

Седмица 3: Кино вечер (5 март)
| Ред | Двойка           | Стил         | Оценки на журито (Франциска, Томаш, Галена, Илиана) |
| --- | ---------------- | ------------ | --------------------------------------------------- |
| 1.  | Емрах и Веселина | Фристайл     | (5, 6, 6, 6) – 23 точки                             |
| 2.  | Дънди и Елена    | Чарлстон     | (7, 7, 7, 7) – 28 точки                             |
| 3.  | Виктор и Михаела | Пасо добле   | (8, 8, 7, 9) – 32 точки                             |
| 4.  | Папи Ханс и Ани  | Ча-ча-ча     | (7, 7, 8, 8) – 30 точки                             |
| 5.  | Неделя и Атанас  | Салса        | (6, 6, 7, 7) – 26 точки                             |
| 6.  | Нона и Даниел    | Куикстеп     | (5, 5, 5, 6) – 21 точки                             |
| 7.  | Ивет и Тодор     | Самба        | (6, 7, 7, 7) – 27 точки                             |
| 8.  | Натали и Димитър | Куикстеп     | (9, 8, 8, 9) – 34 точки                             |
| 9.  | Свилен и Йовита  | Пасо добле   | (4, 5, 5, 5) – 19 точки                             |
| 10. | Мила и Кристиан  | Виенски валс | (6, 6, 7, 8) – 27 точки                             |
| 11. | Валери и Дорина  | Чарлстон     | (7, 7, 8, 9) – 31 точки                             |
| 12. | Емануела и Иван  | Джайв        | (5, 6, 6, 6) – 23 точки                             |
| 13. | Дара и Джими     | Пасо добле   | (10, 9, 9, 10) – 38 точки                           |
| 14. | Филип и Ралица   | Куикстеп     | (7, 7, 7, 6) – 27 точки                             |

Седмица 4: Латино вечер (12 март)
| Ред | Двойка            | Стил     | Оценки на журито (Франциска, Томаш, Галена, Илиана) |
| --- | ----------------- | -------- | --------------------------------------------------- |
| 1.  | Мила и Кристиан   | Самба    | (6, 6, 6, 7) – 25 точки                             |
| 2.  | Ивет и Тодор      | Салса    | (8, 7, 7, 7) – 29 точки                             |
| 3.  | Филип и Ралица    | Мамбо    | (6, 6, 6, 7) – 25 точки                             |
| 4.  | Дара и Джими      | Ча-ча-ча | (7, 7, 7, 7) – 28 точки                             |
| 5.  | Виктор и Михаела  | Салса    | (7, 6, 6, 8) – 27 точки                             |
| 6.  | Неделя и Атанас   | Ча-ча-ча | (8, 7, 8, 9) – 32 точки                             |
| 7.  | Натали и Димитър  | Румба    | (8, 8, 8, 7) – 31 точки                             |
| 8.  | Папи Ханс и Ани   | Салса    | (8, 8, 8, 8) – 32 точки                             |
| 9.  | Свилен и Йовита   | Самба    | (5, 6, 5, 5) – 21 точки                             |
| 10. | Валери и Дорина   | Салса    | (8, 7, 7, 8) – 30 точки                             |
| 11. | Емрах и Веселина  | Ча-ча-ча | (4, 5, 4, 6) – 19 точки                             |
| 12. | Дънди и Елена     | Салса    | (7, 7, 7, 8) – 29 точки                             |
| 13. | Емануела и Калоян | Румба    | (8, 9, 9, 9) – 35 точки                             |

Седмица 5: По света и у нас (19 март)
| Ред | Двойка            | Стил                | Оценки на журито (Франциска, Томаш, Галена, Илиана) |
| --- | ----------------- | ------------------- | --------------------------------------------------- |
| 1.  | Дънди и Елена     | Индийски танц       | (7, 7, 6, 7) – 27 точки                             |
| 2.  | Виктор и Михаела  | Танго, сиртаки      | (8, 8, 9, 8) – 33 точки                             |
| 3.  | Валери и Дорина   | Африкански танц     | (7, 8, 7, 7) – 29 точки                             |
| 4.  | Мила и Кристиан   | Фокстрот            | (8, 8, 8, 8) – 32 точки                             |
| 5.  | Неделя и Атанас   | Шопски танц         | (8, 9, 9, 9) – 35 точки                             |
| 6.  | Натали и Димитър  | Виенски валс        | (9, 9, 9, 9) – 36 точки                             |
| 7.  | Емрах и Веселина  | Чарлстон            | (7, 7, 7, 8) – 29 точки                             |
| 8.  | Дара и Джими      | Фокстрот            | (9, 9, 9, 10) – 37 точки                            |
| 9.  | Филип и Ралица    | Индийски танц       | (7, 7, 8, 8) – 30 точки                             |
| 10. | Папи Ханс и Ани   | Аржентинско танго   | (10, 9, 9, 10) – 38 точки                           |
| 11. | Емануела и Калоян | Виенски валс        | (9, 8, 9, 9) – 35 точки                             |
| 12. | Ивет и Тодор      | Фолклор, пасо добле | (10, 10, 10, 10) – 40 точки                         |

Седмица 6: Световни хитове (26 март)
| Ред                                                                                | Двойка            | Стил              | Оценки на журито (Франциска, Томаш, Галена, Илиана) |
| ---------------------------------------------------------------------------------- | ----------------- | ----------------- | --------------------------------------------------- |
| 1.                                                                                 | Ивет и Тодор      | Ча-ча-ча          | (7, 7, 7, 7) – 28 точки                             |
| 2.                                                                                 | Дънди и Елена     | Румба, пасо добле | (6, 6, 6, 6) – 24 точки                             |
| 3.                                                                                 | Емануела и Калоян | Аржентинско танго | (8, 8, 8, 8) – 32 точки                             |
| 4.                                                                                 | Неделя и Атанас   | Виенски валс      | (8, 8, 9, 8) – 33 точки                             |
| 5.                                                                                 | Дара и Джими      | Салса             | (7, 8, 7, 8) – 30 точки                             |
| 6.                                                                                 | Емрах и Веселина  | Аржентинско танго | (7, 7, 7, 8) – 29 точки                             |
| 7.                                                                                 | Виктор и Михаела  | Румба             | (7, 7, 6, 8) – 28 точки                             |
| 8.                                                                                 | Мила и Кристиан   | Танго             | (9, 8, 9, 9) – 35 точки                             |
| 9.                                                                                 | Валери и Дорина   | Румба             | (10, 10, 10, 10) – 40 точки                         |
| 10.                                                                                | Натали и Димитър  | Аржентинско танго | (10, 10, 9, 10) – 39 точки                          |
| 11.                                                                                | Папи Ханс и Ани   | Чарлстон          | (10, 10, 10, 10) – 40 точки                         |
| Външна препратка: Резултати от трите класации: на жури, зрители и финална класация |                   |                   |                                                     |

Седмица 7: Всичко коз (танци по избор) (2 април)
| Ред                                                                                | Двойка            | Стил           | Оценки на журито (Франциска, Томаш, Галена, Илиана) |
| ---------------------------------------------------------------------------------- | ----------------- | -------------- | --------------------------------------------------- |
| 1.                                                                                 | Неделя и Атанас   | Шоуденс        | (8, 8, 8, 8) – 32 точки                             |
| 2.                                                                                 | Емрах и Веселина  | Стрийт фюжън   | (8, 8, 9, 9) – 34 точки                             |
| 3.                                                                                 | Мила и Кристиан   | Шоуденс        | (8, 8, 8, 8) – 32 точки                             |
| 4.                                                                                 | Валери и Дорина   | Хип-хоп        | (9, 8, 9, 9) – 35 точки                             |
| 5.                                                                                 | Ивет и Тодор      | Хип-хоп        | (10, 10, 10, 10) – 40 точки                         |
| 6.                                                                                 | Натали и Димитър  | Джаз           | (9, 9, 10, 10) – 38 точки                           |
| 7.                                                                                 | Емануела и Калоян | Фристайл       | (9, 8, 8, 9) – 34 точки                             |
| 8.                                                                                 | Папи Ханс и Ани   | Фокстрот, джаз | (10, 10, 10, 10) – 40 точки                         |
| 9.                                                                                 | Виктор и Михаела  | Пасо добле     | (10, 10, 10, 10) – 40 точки                         |
| 10.                                                                                | Дара и Джими      | Шоуденс        | (9, 10, 10, 10) – 39 точки                          |
| Външна препратка: Резултати от трите класации: на жури, зрители и финална класация |                   |                |                                                     |

Седмица 8: Нов етап (9 април)
| Ред                                                                                | Двойка           | Стил              | Оценки на журито (Франциска, Томаш, Галена, Илиана) |
| ---------------------------------------------------------------------------------- | ---------------- | ----------------- | --------------------------------------------------- |
| 1.                                                                                 | Дара и Джими     | Английски валс    | (10, 9, 9, 9) – 37 точки                            |
| 2.                                                                                 | Ивет и Тодор     | Чарлстон          | (9, 9, 9, 9) – 36 точки                             |
| 3.                                                                                 | Натали и Димитър | Салса             | (9, 10, 9, 10) – 38 точки                           |
| 4.                                                                                 | Емрах и Веселина | Джайв             | (7, 7, 7, 7) – 28 точки                             |
| 5.                                                                                 | Валери и Дорина  | Пасо добле, самба | (9, 10, 9, 10) – 38 точки                           |
| 6.                                                                                 | Папи Ханс и Ани  | Пасо добле        | (8, 9, 8, 8) – 33 точки                             |
| 7.                                                                                 | Мила и Кристиан  | Пасо добле        | (7, 8, 8, 7) – 30 точки                             |
| 8.                                                                                 | Виктор и Михаела | Балет             | (9, 9, 9, 10) – 37 точки                            |
| 9.                                                                                 | Неделя и Атанас  | Румба             | (10, 9, 10, 10) – 39 точки                          |
| Външна препратка: Резултати от трите класации: на жури, зрители и финална класация |                  |                   |                                                     |
| Елиминационен дуел                                                                 |                  |                   |                                                     |
| 1.                                                                                 | Мила и Кристиан  | Ча-ча-ча          | Зрителски вот: 49.1%                                |
| 2.                                                                                 | Емрах и Веселина | Фокстрот          | Зрителски вот: 50.9%                                |

Седмица 9: Танци за любими хора (16 април)
| Ред                                                                                | Двойка                                                                       | Стил              | Оценки на журито (Франциска, Томаш, Галена, Илиана) |
| ---------------------------------------------------------------------------------- | ---------------------------------------------------------------------------- | ----------------- | --------------------------------------------------- |
| 1.                                                                                 | Натали и Димитър                                                             | Съвременен танц   | (8, 9, 9, 9) – 35 точки                             |
| 2.                                                                                 | Ивет и Тодор                                                                 | Шоуденс           | (8, 8, 8, 9) – 33 точки                             |
| 3.                                                                                 | Дара и Джими                                                                 | Съвременен танц   | (8, 8, 8, 8) – 32 точки                             |
| 4.                                                                                 | Папи Ханс и Ани                                                              | Съвременен танц   | (8, 8, 8, 8) – 32 точки                             |
| 5.                                                                                 | Валери и Дорина                                                              | Виенски валс      | (9, 8, 9, 9) – 35 точки                             |
| 6.                                                                                 | Неделя и Атанас                                                              | Съвременен танц   | (7, 8, 7, 8) – 30 точки                             |
| 7.                                                                                 | Емрах и Веселина                                                             | Съвременен танц   | (6, 6, 6, 7) – 25 точки                             |
| 8.                                                                                 | Виктор и Михаела                                                             | Английски валс    | (7, 7, 8, 8) – 30 точки                             |
| Предизвикателство на журито                                                        |                                                                              |                   |                                                     |
| 1.                                                                                 | Отбор Минало: Емрах и Веселина Дара и Джими Натали и Димитър Неделя и Атанас | Виенски валс      | (9, 9, 10, 10) – 38 точки                           |
| 2.                                                                                 | Отбор Бъдеще: Виктор и Михаела Валери и Дорина Ивет и Тодор Папи Ханс и Ани  | Танго, пасо добле | (10, 10, 10, 10) – 40 точки                         |
| Външна препратка: Резултати от трите класации: на жури, зрители и финална класация |                                                                              |                   |                                                     |

Седмица 10: Развръзката на двуседмичната битка (23 април)
| Ред                                       | Двойка           | Стил              | Оценки на журито (Франциска, Томаш, Галена, Илиана) |
| ----------------------------------------- | ---------------- | ----------------- | --------------------------------------------------- |
| 1.                                        | Валери и Дорина  | Джаз              | (10, 9, 9, 10) – 38 точки                           |
| 2.                                        | Емрах и Веселина | Самба             | (8, 7, 8, 8) – 31 точки                             |
| 3.                                        | Папи Ханс и Ани  | Куикстеп          | (8, 9, 9, 9) – 35 точки                             |
| 4.                                        | Натали и Димитър | Самба             | (10, 10, 9, 10) – 39 точки                          |
| 5.                                        | Ивет и Тодор     | Аржентинско танго | (9, 9, 9, 10) – 37 точки                            |
| 6.                                        | Виктор и Михаела | Куикстеп          | (10, 9, 10, 10) – 39 точки                          |
| 7.                                        | Неделя и Атанас  | Джайв             | (8, 8, 8, 8) – 32 точки                             |
| 8.                                        | Дара и Джими     | Аржентинско танго | (10, 10, 10, 10) – 40 точки                         |
| Външна препратка: Резултати от класациите |                  |                   |                                                     |
| Елиминационен дуел                        |                  |                   |                                                     |
| 1.                                        | Емрах и Веселина | Танго             | Зрителски вот: 19.1%                                |
| 2.                                        | Валери и Дорина  | Румба             | Зрителски вот: 80.9%                                |

Седмица 11: Четвъртфинал (танцов маратон) (30 април)
| Ред                                       | Двойка           | Стил              | Оценки на журито (Франциска, Томаш, Галена, Илиана) |
| ----------------------------------------- | ---------------- | ----------------- | --------------------------------------------------- |
| 1.                                        | Неделя и Атанас  | Пасо добле        | (9, 9, 8, 9) – 35 точки                             |
| 2.                                        | Дара и Джими     | Румба             | (9, 9, 9, 10) – 37 точки                            |
| 3.                                        | Валери и Дорина  | Куикстеп          | (8, 8, 8, 9) – 33 точки                             |
| 4.                                        | Натали и Димитър | Пасо добле        | (10, 10, 10, 10) – 40 точки                         |
| 5.                                        | Виктор и Михаела | Самба             | (9, 9, 9, 9) – 36 точки                             |
| 6.                                        | Ивет и Тодор     | Фокстрот          | (10, 10, 10, 10) – 40 точки                         |
| 7.                                        | Папи Ханс и Ани  | Самба             | (10, 10, 10, 10) – 40 точки                         |
| Различни стилове                          |                  |                   |                                                     |
| 1.                                        | Виктор и Михаела | Салса             | Жури: 1 точка                                       |
| 1.                                        | Ивет и Тодор     | Джайв             | Жури: 2 точки                                       |
| 1.                                        | Натали и Димитър | Фолклор           | Жури: 3 точки                                       |
| 1.                                        | Валери и Дорина  | Виенски валс      | Жури: 4 точки                                       |
| 1.                                        | Папи Ханс и Ани  | Виенски валс      | Жури: 5 точки                                       |
| 1.                                        | Дара и Джими     | Хип-хоп           | Жури: 6 точки                                       |
| 1.                                        | Неделя и Атанас  | Хип-хоп           | Жури: 7 точки                                       |
| Външна препратка: Резултати от класациите |                  |                   |                                                     |
| Елиминационен дуел                        |                  |                   |                                                     |
| 1.                                        | Натали и Димитър | Аржентинско танго | Зрителски вот: 56.3%                                |
| 2.                                        | Виктор и Михаела | Пасо добле        | Зрителски вот: 43.7%                                |

Седмица 12: Полуфинал (двойна елиминация) (7 май)
| Ред                                       | Двойка                                                         | Стил                            | Оценки на журито (Франциска, Томаш, Галена, Илиана) |
| ----------------------------------------- | -------------------------------------------------------------- | ------------------------------- | --------------------------------------------------- |
| 1.                                        | Папи Ханс и Ани                                                | Румба                           | (10, 9, 9, 10) – 38 точки                           |
| 2.                                        | Неделя и Атанас                                                | Куикстеп                        | (9, 9, 9, 9) – 36 точки                             |
| 3.                                        | Натали и Димитър                                               | Ча-ча-ча                        | (10, 10, 10, 10) – 40 точки                         |
| 4.                                        | Ивет и Тодор                                                   | Куикстеп                        | (9, 10, 9, 10) – 38 точки                           |
| 5.                                        | Дара и Джими                                                   | Джайв, хип-хоп                  | (10, 10, 10, 10) – 40 точки                         |
| 6.                                        | Валери и Дорина                                                | Аржентинско танго               | (10, 10, 9, 10) – 39 точки                          |
| Предизвикателство на журито               |                                                                |                                 |                                                     |
| 1.                                        | Отбор Неделя: Неделя и Атанас Ивет и Тодор Дара и Джими        | Хореография на песен Last Dance | (10, 10, 10, 10) – 40 точки (5 точки)               |
| 2.                                        | Отбор Валери: Валери и Дорина Папи Ханс и Ани Натали и Димитър | Хореография на песен Last Dance | (10, 10, 10, 10) – 40 точки (5 точки)               |
| Външна препратка: Резултати от класациите |                                                                |                                 |                                                     |
| Елиминационен дуел                        |                                                                |                                 |                                                     |
| 1.                                        | Папи Ханс и Ани                                                | Танго                           | Зрителски вот: 32.6%                                |
| 2.                                        | Ивет и Тодор                                                   | Фолклор, пасо добле             | Зрителски вот: 35.1%                                |
| 3.                                        | Валери и Дорина                                                | Джаз                            | Зрителски вот: 32.3%                                |

Седмица 13: Финал (14 май)
| Ред                     | Двойка           | Стил              | Оценки на журито (Франциска, Томаш, Галена, Илиана) |
| ----------------------- | ---------------- | ----------------- | --------------------------------------------------- |
| 1.                      | Неделя и Атанас  | Аржентинско танго | (10, 10, 9, 10) – 39 точки                          |
| 2.                      | Ивет и Тодор     | Шоуденс           | (10, 9, 9, 10) – 38 точки                           |
| 3.                      | Натали и Димитър | Фристайл          | (10, 10, 10, 10) – 40 точки                         |
| 4.                      | Дара и Джими     | Шоуденс           | (10, 10, 10, 10) – 40 точки                         |
| Втори танц              |                  |                   |                                                     |
| 1.                      | Неделя и Атанас  | Фристайл          | (9, 10, 10, 10) – 39 точки                          |
| 2.                      | Натали и Димитър | Фристайл          | (10, 10, 10, 9) – 39 точки                          |
| 3.                      | Ивет и Тодор     | Фристайл          | (10, 10, 10, 10) – 40 точки                         |
| 4.                      | Дара и Джими     | Шоуденс           | (10, 10, 10, 10) – 40 точки                         |
| Последен танц за победа |                  |                   |                                                     |
| 1.                      | Неделя и Атанас  | Румба             | Зрителски вот: 43.34% (победители)                  |
| 2.                      | Натали и Димитър | Самба             | Зрителски вот: 16.71%                               |
| 3.                      | Дара и Джими     | Пасо добле        | Зрителски вот: 39.95%                               |

  Най-високи оценки на журито
  Елиминация